# Новое Ильмово (Дрожжановский район)
Новое Ильмово (тат. Яңа Элмәле, чув. Çĕнĕ Йĕлмел) — село в Дрожжановском районе Республики Татарстан. Административный центр Новоильмовского сельского поселения. Основано в конце XVII века.

## География
Расположено на юго-западе республики, в 7 километрах по прямой линии от районного центра — села Старое Дрожжаное. До столицы Республики Татарстан — Казани 210 километров. До железнодорожной станции Бурундуки 50 километров. В 8-ми километрах проходит федеральная трасса «Цивильск — Ульяновск». Автобусное сообщение с городом Ульяновск (через Старое Дрожжаное,100 километров). Земельная площадь около 2000 гектаров. По южной окраине села протекает река Хуранвар (Карамал), впадающая в Цильну, которая делит село на две части.

## Название
Название села Новое Ильмово происходит от названия дерева ильм, которого в этих местах раньше было в избытке.

## История
Село основано в 1680-90 годах жителями села Старое Ильмово.

## Население
1859 год—888 человек; 1897 год—1328; 1913 год—1604; 1920 год—1532; 1926 год—1515; 1938 год—1904; 1949 год—1475; 1958 год—1634; 1970 год—1616; 1979 год—1348; 1989 год—878.
На 1 января 2020 года—667 человек, почти всё население по национальности — чуваши (8 русских). Количество домов — 308. Количество проживающих домов — 219. Село газифицировано в 2000 году. Водопровод проведён в 2016 году.

## Экономика
В селе имеются: фельдшерско-акушерский пункт, участковая ветеринарная лаборатория, почтовое отделение, пожарное депо, 3 частных магазина. Действует агрофирма имени П.В.Дементьева.

## Культура
На территории села действуют: Дом культуры на 220 мест, библиотека, средняя школа на 320 посадочных мест, ясли-сад. Работают два фольклорных ансамбля: «Калинушка», «Йелме».

## Достопримечательности
- деревянное здание, в котором в 1863 году открылась Земская школа.
- дом Василия Осиповича Вассиярова, построенный из красного кирпича в 1910 году. Памятник архитектуры регионального значения.
- два обелиска: первый — погибшим в Великой Отечественной войне, второй — погибшим в Афганской войне и Чеченской кампании.

## Религия
Действующий храм Дмитрия Солунского (настоятель — отец Владимир), открыт в 1861 году. Деревянная часовня Матроны Московской, построенная в 2016 году стараниями семьи Мискина Николая Михайловича.

## Известные уроженцы села
- Миронов Павел Миронович — ученый-математик, выпускник Симбирской чувашской школы, инспектор народных училищ Уфимской губернии, лауреат премии Французской Академии наук, автор около 30 учебников, книг.
- Прокопьев Константин Прокопьевич  — этнограф, архиепископ Курганский, выпускник Казанской духовной семинарии, автор нескольких книг по народным обычаям.
- Архипов Дмитрий Семёнович  — художник, доцент Московского педагогического института.
- Николаева Александра Васильевна — заслуженный учитель Чувашской Республики, кавалер ордена Ленина.
- Быков Петр Сергеевич — врач, краевед, оставивший для односельчан книгу в машинописном варианте о родном селе — "Жизнь есть жизнь".
- Егоров Николай Иванович  — депутат Верховного Совета ТАССР, заслуженный агроном РСФСР и ТАССР.
- Егоров Виктор Никифорович  — заслуженный зоотехник РСФСР и ТАССР, второй секретарь Высокогорского района ТАССР, заведующий отделом Татсофпрофа.
- Головин Пётр Петрович — народный учитель СССР, кандидат педагогических наук.
- Калаков Николай Ильич  — профессор Российской академии государственной службы, академик, доктор педагогических наук, полковник.
- Калаков Владимир Ильич—полковник.
- Головин Александр Фёдорович—кандидат педагогических наук, заслуженный учитель Российской Федерации.
- Ларионова Мария Сергеевна  — доярка, кавалер ордена Ленина, депутат Верховного Совета ТАССР.
- Бахтин Сергей Иванович — заслуженный штурман СССР.
- Мулеев Николай Никифорович  — заслуженный механизатор ТАССР, кавалер ордена Дружбы народов.
- Шуркин Владимир Петрович  — заслуженный механизатор ТАССР.
- Мискин Николай Михайлович — заслуженный агроном ТАССР.
- Утеев Фёдор Николаевич  — комплексный бригадир, кавалер ордена Октябрьской революции.
- Пастухова Валентина Николаевна  — свинарка, кавалер ордена Октябрьской революции.
- Амосов Николай Александрович—начальник Дрожжановского районного объединения "Сельхозхимия".
- Андреев Иван Васильевич  — комплексный бригадир, депутат Верховного Совета ТАССР.
- Казаков Николай Александрович  — член союза писателей Чувашской Республики, член Союза журналистов России. Председатель Союз чувашских краеведов Ульяновской области.
- Карсаков Геннадий Николаевич  — член Союза журналистов Республики Татарстан.
- Ларионов Николай Николаевич — чувашский поэт, прозаик, публицист, краевед, переводчик, редактор, член Союза журналистов России, член Союза писателей России, заслуженный работник культуры Чувашской Республики.
- Шуркин Александр Иванович — кавалер ордена Мужества (посмертно).
- Патрин Юрий Федорович—кавалер ордена Мужества.
- Годунов Андрей Владимирович—кавалер ордена Мужества, Знака Отличия Святого Георгия-Георгиевский Крест 4-й степени (посмертно).
- Герасимов Николай Петрович - награжден медалью  «За доблестный труд» (Указ президента Республики Татарстан 30 октября 2020 года»).